# The Life Before Her Eyes
The Life Before Her Eyes (br: Sem Medo de Morrer) é um filme estadunidense de 2007, lançado direto em DVD, dirigido por Vadim Perelman.

## Sinopse
A imaginativa, impetuosa e selvagem Diana McFee mal pode esperar para ser independente. Enquanto aguarda os últimos dias do ensino médio na exuberante primavera, Diana testa seus limites com sexo e drogas enquanto sua amiga mais conservadora Maureen observa com preocupação. Então as duas pessoas se envolvem em um tiroteio semelhante ao de Columbine em sua escola e são forçadas a fazer uma escolha impossível. O filme se concentra principalmente na vida de Diana. Ela leva uma vida aparentemente normal como professora universitária de história da arte. Ela tem uma filha, Emma, e é casada com o professor que certa vez fez um discurso em sua escola sobre o poder da visualização e como alguém pode moldar o próprio futuro dessa maneira. Porém, Diana continua se sentindo culpada por algo que não a deixa dormir. Um dia ela recebe uma ligação da escola de Emma; as freiras que dirigem reclamam do comportamento de Emma. Em uma sorveteria, Diana pede a Emma que não se esconda mais como sempre faz; Emma responde à reprovação de sua mãe alegando que Diana a odeia. Eles saem abruptamente da sala e, ao entrarem no carro, Diana vê o marido com outra mulher. Ela hesita em confrontá-lo e permanece no meio da rua, onde é atropelada por uma caminhonete. 
A caminho do hospital ela imagina que sangue está escapando de seu corpo. Na verdade, ela não ficou ferida no acidente; em vez disso, ela está se lembrando das complicações que teve após um aborto nos tempos de colégio. No dia do 15º aniversário do tiroteio, é realizado um memorial na escola. Diana dirige várias vezes na frente da escola até que finalmente decide parar e trazer algumas flores. Ao entrar na escola, ela é questionada se ela é uma das sobreviventes. Ela sorri e entra, primeiro deixando flores em algumas mesas e depois indo para os banheiros onde ocorreu um dos tiroteios. Nesse momento ela recebe uma ligação da escola de Emma informando que sua filha está desaparecida e que uma peça de roupa rosa foi encontrada na floresta. Ela dirige até lá e caminha pela floresta, gritando o nome da filha. Emma aparece diante dos olhos de Diana por um momento, depois desaparece quase assim que apareceu. O que aconteceu 15 anos antes no banheiro onde Diana deixou as flores é revelado: ela e Maureen foram forçadas a decidir quem sobreviveria quando confrontadas pelo atirador, Michael Patrick. Embora Maureen tivesse se oferecido primeiro, o atirador questionou por que Diana não deveria morrer. Em resposta, Diana concordou em ser morta e foi baleada por Michael, que então se matou. Naquele momento, Diana sonhou com a vida que pensava que teria se deixasse Maureen morrer e Emma era a criança que ela teria se não tivesse feito o aborto. No aniversário, Diana é questionada mais uma vez se ela é uma sobrevivente. Ela responde "Não" com um sorriso, com uma sensação de alívio por ter feito a coisa certa ao morrer e fazer com que sua amiga vivesse sua vida.

## Elenco
- Uma Thurman - Diana adulta.
- Evan Rachel Wood - Diana jovem.
- Eva Amurri - Maureen.
- Gabriella Brennan - Emma.
- Brett Cullen - Paul.